# Гонсалес, Мариви
Мария Виктория (Мариви) Гонсалес Лагвильо (исп. María Victoria (Mariví) González Laguillo; род. 27 февраля 1961, Мехико) — испанская хоккеистка на траве, вратарь. Олимпийская чемпионка 1992 года, участница летних Олимпийских игр 1996 года.

## Биография
Мариви Гонсалес родилась 27 декабря 1961 года в мексиканском городе Мехико.
Играла в хоккей на траве за «Де Кампо» из Мадрида.
В 1990 году в составе женской сборной Испании участвовала в чемпионате мира в Сиднее, где испанки заняли 5-е место.
В 1992 году вошла в состав женской сборной Испании по хоккею на траве на летних Олимпийских играх в Барселоне и завоевала золотую медаль. Играла на позиции вратаря, провела 5 матчей.
В 1996 году вошла в состав женской сборной Испании по хоккею на траве на летних Олимпийских играх в Атланте, занявшей 8-е место. Играла на позиции вратаря, провела 5 матчей.